# Liocranoeca emertoni
Liocranoeca emertoni är en spindelart som först beskrevs av Benjamin J. Kaston 1938.  Liocranoeca emertoni ingår i släktet Liocranoeca och familjen månspindlar. Inga underarter finns listade i Catalogue of Life.